# Eyebeam Art and Technology Center
Eyebeam Art + Technology Center (Eyebeam) es un centro de arte y tecnología sin fines de lucro en la ciudad de Nueva York. El propósito manifiesto es el promover el uso creativo de nuevas tecnologías al proveer un ambiente de colaboración para la investigación y experimentación en la intersección de arte, tecnología y cultura. Eyebeam fue fundado por John S. Jonson Ill con sus cofundadores David S Johnson y Roderic R. Richardon.
Originalmente se concibió como un taller de efectos digitales y código y centro para la educación juvenil. Eyebeam se ha vuelto un centro de investigación, desarrollo y curaduría de nuevos medios obras de arte y  open source technology. Eyebeam es el anfritrión de 20 artistas residentes y fellows de investigación, coproduce programas de educación juvenil y presenta exposiciones, performances, simposios, talleres, hackathons y otros eventos. Los proyectos desarrollados por Eyebeam han recibido premios y reconocimientos, los cuales incluyen, entre otros, Webby Awards,  Becas Guggenheim, y el Prix Ars Electronica.

## Historia
Eyebeam originalmente se llamaba Eyebeam Atelier, o Taller Eyebeam, fue concebido como una colaboración entre David S. JOhnson, un artista digital y John S. JOhnson, un cineasta y filántropo que también concibió y fundó la fundación de cine Filmmakers Collaborative, el Screenwriters Colony y May68. Se conocieron por Roderic R. Richardson, un amigo en común, quien reconoció sus intereses en común y les ayudó a establecer su nueva empresa en sus inicios. La inspiración para llamar al proyecto Eyebeam Atelier se originó, parcialmente, del taller de escultura del padre de JohnJonson's John Seward Johnson II y el colectivo Experiments in Art and Technology. Tras observar que new media era un género en crecimiento, los cofundadores fueron motivados a crear un estudio similar. Reconocieron la necesidad de proveer a artistas y a artistas de cine digital el acceso a nueva tecnología y un lugar de trabajo compartido. El hombre "Eyebeam" fue pedido prestado del estudio de modelos 3D de David Johnson, Eyebeam Simulations. Como los apoyos de I-beam (juego de palabras entre travesaño y rayo de ojo, que suenan practiamente igual en inglés), el nombre sirve como metáfora para el apoyo las visiones artísticas ofrecidas por la organización.